# Качори, Никола

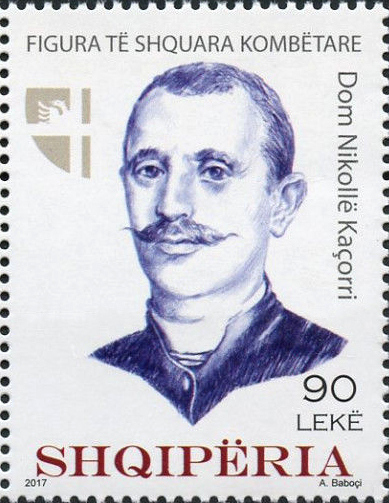
Почтовая марка Албании, посвящённая 100-летию со дня смерти Н. Качори. 2017 г.

Дом Никола Качори (алб. Nikollë Kaçorri; 1862, Лур — 29 мая 1917, Вена, Австро-Венгрия) — албанский политический, государственный и общественный деятель, католический священник. Вице-премьер-министра Временного правительства Албании после обретения независимости (1912—1914). Выдающийся деятель Албанского национального возрождения.

## Биография
Родился в многоконфессиональной семье (его отец был католиком, а мать — мусульманкой). Обучался в католической семинарии в Трошане близ Лежи, продолжил изучение богословия в Италии. После окончания учёбы в 1884 году был рукоположен и начал пастырскую службу. В 1894 году назначен приходским священником в Дурресе . Одновременно учил детей в местной начальной школе.
В 1902 году стал епископом Дурреса, где он служил до провозглашения Албанией независимости. Он также был участником съезда в Монастыре, который создал албанский алфавит.
В 1905 году примкнул к Албанскому национальному возрождению, был одним из организаторов антитурецкого восстания в районе Круя (1905—1907). Прятал оружие, принадлежащее повстанцам, что привело к его аресту властями Османской империи, приговору за подстрекательство к мятежу и последующему четырёхлетнему тюремному заключению. После освобождения Н. Качори стал членом националистической организации Vllaznia в Дурресе, а в 1909 г. — соучредителем общества Bashkimi (Единство). В 1908 году Н. Качори был избран делегатом от Дурреса в национальный конгресс в Битола, где встретился с ведущими албанскими активистами — Луиди Гуракучи и Ндре Мьедой. В июне 1910 года снова был арестован османскими властями и освобождён в марте 1911 года.

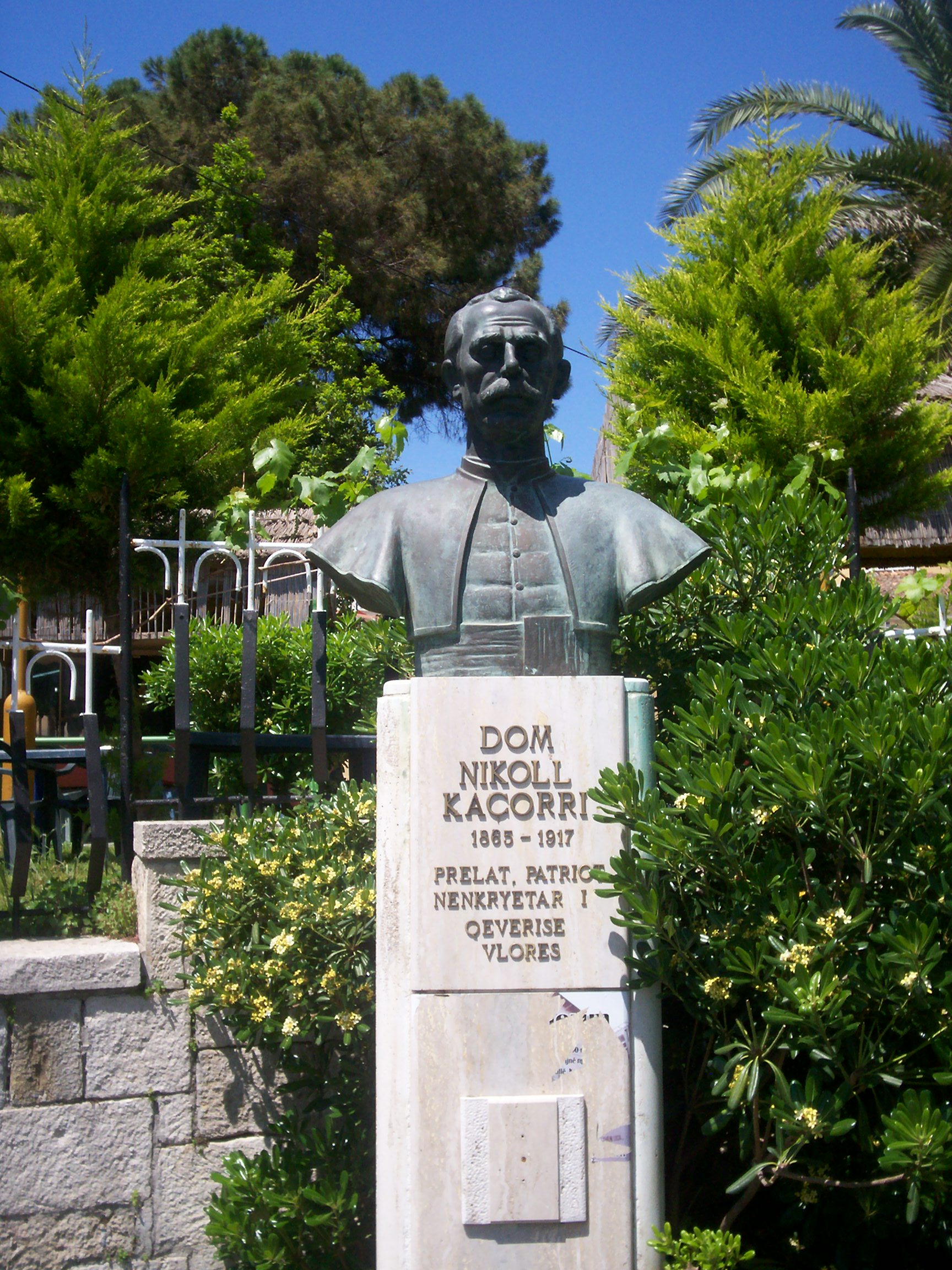
Бюст Н. Качори, вице-премьер-министра Временного правительства Албании в Дурресе

В ноябре 1912 года он прятал Исмаила Кемаля, когда тот прибыл в страну, чтобы провозгласить Декларацию независимости Албании. Был одним из подписантов Декларации.
В первом албанском правительстве он занимал пост заместителя премьер-министра.
Наказанный церковными властями за политическую деятельность, Н. Качори провел последние годы своей жизни за пределами своей родной страны.
Умер от рака лёгкого в Вене, куда отправился на лечение. 1 июня 1917 года Н. Качори был похоронен на Венском центральном кладбище. 9 февраля 2011 года его останки были перевезены из Вены в Тирану.